# مکس آبی
مکس آبی (انگلیسی: The Blue Max) فیلمی در ژانر جنگی به کارگردانی جان گیلرمین است که در سال ۱۹۶۶ منتشر شد.

## خلاصه فیلم
آلمان سال ۱۹۱۸، برونو استاکل که تازه دورهٔ خلبانی را تمام کرده، آرزوی دریافت نشان مکس آبی بالاترین نشان افتخار خلبانان جنگی را در سر می‌پروراند...

## بازیگران
- جورج پپارد در نقش برونو استاکل
- جیمز میسون در نقش ژنرال کنت فون کلوگرمان
- اورزولا اندرس در نقش کنتس کتی فون کلوگرمان
- جرمی کمپ در نقش ویلی فون کلوگرمان
- کارل میشائیل فوگلر در نقش اتو هایدمان
- فردریش فن لدبور در نقش فیلدمارشال